# Staatsstraße 2 (Finnland)
|  |
|  |

Die finnische Staatsstraße 2 (finn. Valtatie 2, schwed. Riksväg 2) führt von der rund 50 Kilometer nordwestlich der Hauptstadt Helsinki gelegenen Gemeinde Vihti in Uusimaa in die Stadt Pori (schwedisch: Björneborg) am Bottnischen Meerbusen. Bis auf zwei kurze vierspurige Abschnitte ist die Straße, deren Länge 227 Kilometer beträgt, zweispurig und teilweise dreispurig angelegt.

## Streckenverlauf
Die  führt von Vihti in nordwestlicher Richtung über Karkkila, Forssa, Humppila, Huittinen, Kokemäki, Harjavalta und Ulvila nach Pori.
Der südliche Teil der  in Vihti wurde in den 1970er Jahren von der ab Helsinki als Autobahn ausgebauten  abzweigend neu gebaut und kreuzt die . Die alte, von Helsinki kommende  wurde zur Regionalstraße  herabgestuft.
Im weiteren Verlauf werden die , , ,  und  gekreuzt. Das letzte Stück in Pori bis Mäntyluoto wurde erst 1996 in die  einbezogen.

## Weblinks

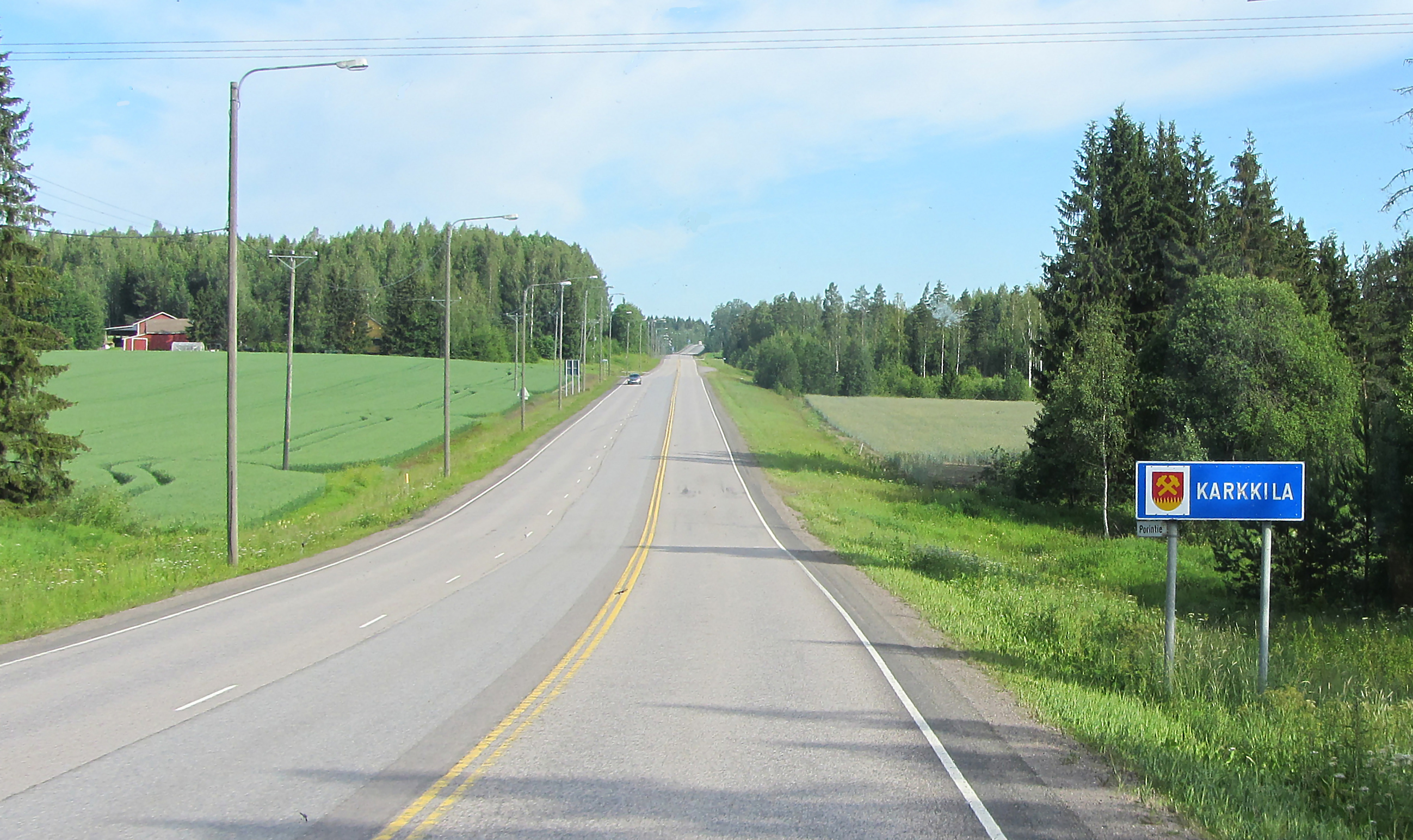
Die Staatsstraße 2 in Karkkila